# 中國空域產業集團
中國空域產業集團（Airspace Industry Corporation of China）是一家2012年在香港註冊成立，自称从2001年以來就参与装备180多個民航機場，涉及航空物流、飛機及飛機發動機研發制造、環保科技、進出口貿易的企業。
2016年8月30日，该公司与安东诺夫国营公司签订协议，将从后者获得世界承载重量最大运输机安东诺夫安-225运输机包括发动机在内的所有技术、图纸和产权。据报道，该公司将在四川省泸州市和广西贵港市与政府建设A-225飞机生产基地。该公司由此引起关注。
但是，根据香港政府网上查册中心，该公司注册资本为1万元港币，而非官网宣称的5亿港元，且无法在中国内地工商信息系统查询到中国空域产业集团的结果。有记者调查发现，该公司所在地鲜有工作人员上班，股东多次大陆注册企业，其中3家歇业，1家经营异常。前台拒绝接受记者采访，称老板也拒绝采访、拒绝提供信息。一些航空专家也说没有听说过此公司。尽管拒绝了《经济观察网》记者的采访，总裁张友生接受过BBC Future的采访，是一名在基辅的自由记者报道的。